# Conflicto en Irak
El conflicto en Irak, o  Conflicto armado interno en Irak, es el nombre con lo que se define al conjunto de conflictos ocurridos de forma cronológica, sucesivas y paralelas en el territorio de la República de Irak, iniciado en 2003 con la invasión estadounidense al país asiático durante la Operación Libertad Iraquí.
Los conflictos se caracterizaron por las tensiones étnicas y religiosas que estallaron después de la caída de la Irak baazista y la muerte de su líder, Sadam Huseín. El surgimiento de nacionalismos y radicalismos también se encuentran presente, siendo el más relevante el kurdo y el árabe y las ramas del islam, el chií y el suní. De igual manera la crisis económica que azotó al país después de la invasión estadounidense provocó un autoaislamiento que profundizó las guerras internas en Irak.
En 2014 el conflicto en Irak toma un nuevo rumbo con la aparición de Estado Islámico y la expansión de la guerra civil siria en Irak, por lo que Estados Unidos volvió a intervenir militarmente mediante la Operación Resolución Inherente, así como nuevos actores internacionales como la Coalición Internacional Contra Estado Islámico e Irán.

## Trasfondo
La razón principal para la invasión de Irak se basó en las acusaciones de Estados Unidos y el Reino Unido de que Sadam Huseín estaba desarrollando armas de destrucción masiva y que, por lo tanto, representaba una amenaza para sus vecinos y la comunidad mundial. Estados Unidos declaró que «el 8 de noviembre de 2002, el Consejo de Seguridad de la ONU adoptó por unanimidad la Resolución 1441. Los quince miembros del Consejo de Seguridad acordaron darle a Irak una oportunidad final para cumplir con sus obligaciones y desarmarse o enfrentar las graves consecuencias de no desarmarse. La resolución fortaleció el mandato de la Comisión de Monitoreo y Verificación de la ONU (UNMOVIC) y la Agencia Internacional de Energía Atómica (OIEA), dándoles autoridad para ir a cualquier parte, en cualquier momento y hablar con cualquier persona para verificar el desarme de Irak».
A principios de la década de 2000, las administraciones de George W. Bush y Tony Blair trabajaron para construir un caso para invadir Irak, que culminó con el discurso del Secretario de Estado de Estados Unidos, Colin Powell, ante el Consejo de Seguridad un mes antes de la invasión. Poco después de la invasión, la Agencia Central de Inteligencia (CIA), la Agencia de Inteligencia de Defensa (DIA) y otras agencias de inteligencia desacreditaron en gran medida las pruebas relacionadas con las armas iraquíes y los vínculos con Al-Qaeda, y en este punto las administraciones Bush y Blair comenzaron a cambiar a razones secundarias para la guerra, como el historial de derechos humanos del gobierno de Hussein y la promoción de la democracia en Irak. Las encuestas de opinión mostraron que la gente de casi todos los países se opuso a una guerra sin el mandato de la ONU y que la visión de los Estados Unidos como un peligro para la paz mundial había aumentado significativamente. El secretario general de la ONU, Kofi Annan, describió la guerra como ilegal, y dijo en una entrevista en 2004 que «no estaba en conformidad con el Consejo de Seguridad».
Las acusaciones de evidencia defectuosa y los supuestos fundamentos cambiantes se convirtieron en el punto focal para los críticos de la guerra, quienes acusan a la administración Bush de fabricar evidencia a propósito para justificar una invasión que durante mucho tiempo había planeado lanzar. Los partidarios de la guerra afirman que la amenaza de Irak y Sadam Huseín era real y que más tarde se había establecido. Estados Unidos lideró el esfuerzo por «la redirección de los antiguos científicos, técnicos e ingenieros de armas de destrucción masiva (ADM) iraquíes al empleo civil y desalentar la emigración de esta comunidad de Irak».

## Conflictos
| Conflictos dentro del Conflicto en Irak |
| --- |
| Durante la guerra de Irak: Invasión de Irak de 2003, Violencia sectaria en Irak de 2006–2008, Insurgencia iraquí de 2003-2011 y Guerra contra el terrorismo.                                                |
| Posterior a la guerra de Irak: Insurgencia iraquí de 2011-2013 y Guerra contra el terrorismo. |
| Durante la guerra civil iraquí: Operación Resolución Inherente, Guerra contra Estado Islámico y Guerra contra el terrorismo.                                                                                |
| Posterior a la guerra civil iraquí: Insurgencia iraquí (2017-presente), Operación Resolución Inherente, Guerra contra Estado Islámico, Guerra contra el terrorismo y Crisis del Golfo Pérsico de 2019-2021. |